# Panaspis breviceps
Panaspis breviceps (змієокий сцинк короткоголовий) — вид сцинкоподібних ящірок родини сцинкових (Scincidae). Мешкає в Центральній Африці.

## Поширення і екологія
Короткоголові змієокі сцинки мешкають на південному сході Нігерії, в Камеруні, ЦАР, Республіці Конго, ДР Конго, Екваторіальній Гвінеї (зокрема на острові Біоко), Габоні та на північному заході Анголи. Вони живуть в густих вологих і заболочених тропічних лісах, на берегах боліт, річок і струмків, на висоті до 800 м над рівнем моря.